# شمعية سداسية

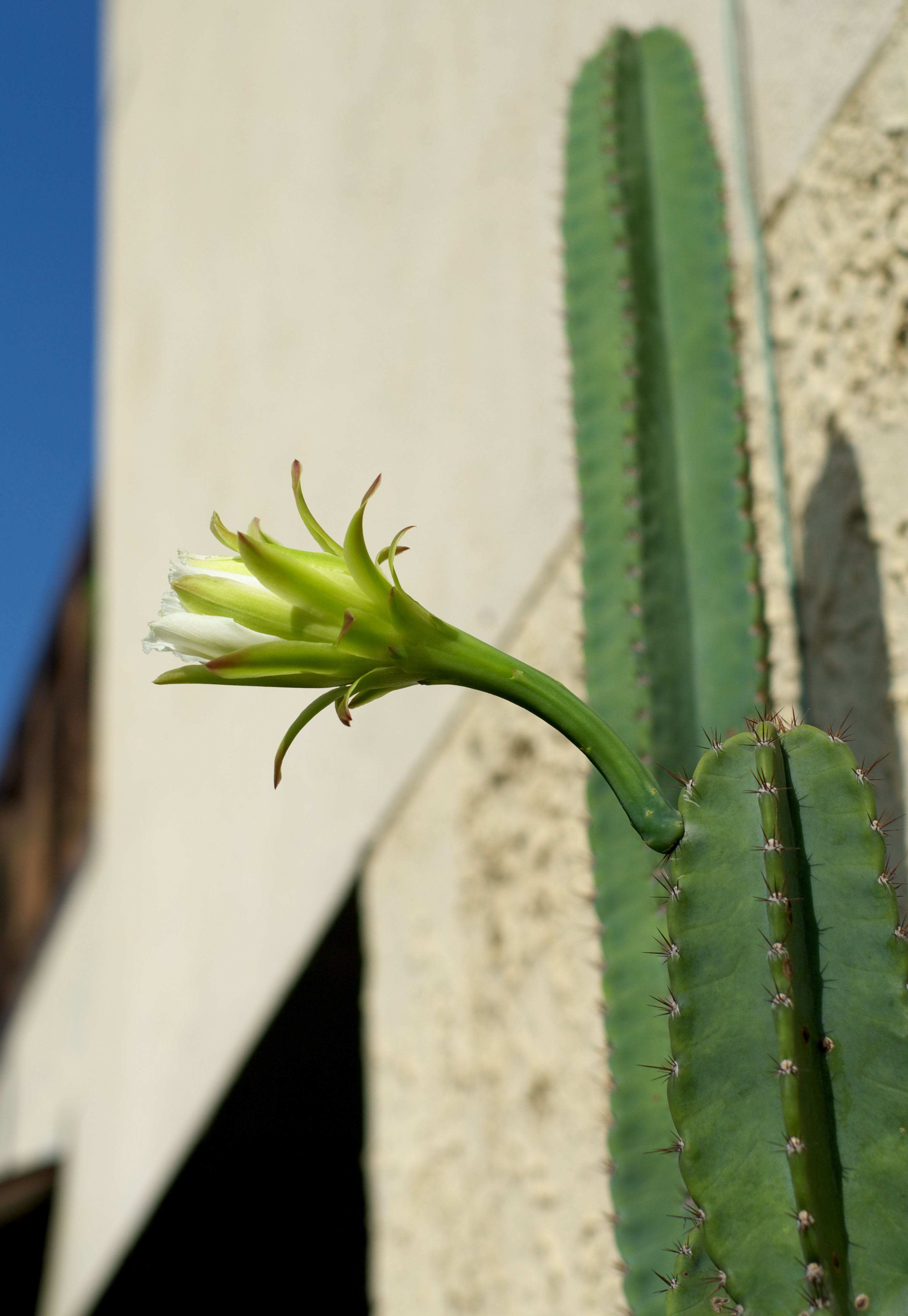
Vista de la planta con flor

شمعية سداسية (الاسم العلمي: Cereus hexagonus) هي نوع من النباتات يتبع جنس الشمعية من الفصيلة الصبارية.